# روبرت س. غوندرسون
روبرت س. غوندرسون (بالإنجليزية: Robert C. Gunderson)‏ هو مؤرخ أمريكي، ولد في 6 ديسمبر 1931، وتوفي في 23 يونيو 2003.